# Saint-Renan
Saint-Renan (bretonisch Lokournan) ist eine französische Gemeinde mit 8454 Einwohnern (Stand 1. Januar 2022) im Nordwesten der Bretagne im Département Finistère.
Die Gemeinde gehört zur Vereinigung „Die schönsten Umwege Frankreichs“, der 93 Orte im ganzen Land angehören.

## Geographie
Die Gemeinde befindet sich nahe der Atlantikküste bei der Côte des Abers und der Bucht von Brest (Rade de Brest). Das Stadtgebiet wird vom Fluss Aber Ildut in einer Seenkette durchquert.
Brest liegt 16 Kilometer (km) südöstlich und Paris etwa 500 km östlich (Angaben in Luftlinie).

## Bevölkerungsentwicklung
| Jahr                       | 1962 | 1968 | 1975 | 1982 | 1990 | 1999 | 2006 | 2017 |
| Einwohner                  | 3232 | 3683 | 4550 | 5642 | 6576 | 6818 | 7243 | 8110 |
| Quellen: Cassini und INSEE |      |      |      |      |      |      |      |      |

## Sehenswürdigkeiten
Siehe: Liste der Monuments historiques in Saint-Renan

## Gemeindepartnerschaften
Partnergemeinden von Saint-Renan sind La Roche-sur-Foron im französischen Département Haute-Savoie sowie Wathchet in der englischen Grafschaft Somerset.

## Persönlichkeiten
- Benoît Hamon (* 1967), Politiker, in Saint-Renan geboren
- Nolwenn Leroy (* 1982), Sängerin, in Saint-Renan geboren
- Pauline Coatanea (* 1993), Handballspielerin, in Saint-Renan geboren
- Brendan Chardonnet (* 1994), Fußballspieler, in Saint-Renan geboren
- Gautier Larsonneur (* 1997), Fußballspieler, in Saint-Renan geboren

## Nachweise
1. ↑  Website Saint-Renan – Jumelage (Memento vom 5. Januar 2017 im Internet Archive), abgerufen am 5. Januar 2017.